# Харі Сінґх
Харі Сінґх (23 вересня 1895 — 26 квітня 1961) — останній магараджа Джамму та Кашміру в 1925—1952 роках.

## Життєпис
Походив з династії Джамвал (Догра). Син раджи Амар Сінґха та рані Бхотіаті Чіб. Народився 1895 року у місті Джамму. Був оголошений спадкоємцем свого стрийка магараджи Пратап Сінґха. Здобув гарну початкову освіту.
З 1903 року служив почесним королівським пажем при Джорджі Керзоні, віце-королі Індії в делійському дарбарі (дворі). 1908 року вступив до коледжу Майо в Аджмері. 1909 року після смерті батька його опікуном стає британський майор Г. Брар. Згодом поступив до імператорського кадетського корпусу в Деградуні. 1915 року призначається командувачем військами князівства Джамму та Кашмір.
Після закінчення Першої світової війни вів розкішний спосіб життя в Європі. Відомий скандал з паризькою повією, що шантажувала Харі Сінґха, внаслідок чого його дядько вимушений був сплатити 300 тис. фунтів стерлінгів. Зрештою 1924 року це призвело до судового процесу.
1925 року після смерті Пратап Сінґха стає магараджею Джамму та Кашміру. Намагався дотримуватися політичного нейтралітету стосовно мусульманської ліги та Індійського національного конгресу, не підтримуючи ідею двох індійських націй Джинни та унітаристської концепції Дж. Неру. Виступав за поступові реформи, запровадивши обов'язкову початкову освіту в державі, закони, що забороняли шлюб дітей, і відкрив місця для культу нижчим кастам.
1931 року активно виступив проти ідеї адміністративної реформи кашмірського політика шейха Абдулли, який був політичним союзником Неру. Тоді ж внаслідок антиурядових виступів в Срінагарі було вбито 21 людину. 1933 року впровадив часткову власність на землю.
1947 року після здобуття Індією та Пакистаном незалежності магараджа спробував не обирати, до кого приєднатися, а оголосити незалежність князівства. У відповідь до Кашміру вдерлися з Пакистану пуштуни-разакари й почалося повстання частини мусульманського населення Харі Сінґх зазнав поразки. За цих обставин він звернувся по допомогу до Індії. В обмін на захист 26 жовтня 1947 року підписав угоду про приєднання до Індійського домініону. Це спричинило першу індо-пакистанську війну.
1949 року під тиском індійського уряду оголосив регентом Джамму та Кашміру свого сина Каран Сінґха, а прем'єр-міністром шейха Абдуллу. Залишався номінальним магараджею до 1952 року, коли монархію було скасовано. Після цього його було відправлено до Бомбею. Тут Харі Сінґх помер 1961 року.